# ヴァンダル画廊街の奇跡
『ヴァンダル画廊街の奇跡』（ヴァンダルがろうがいのきせき）は、美奈川護による日本のライトノベル。イラストは望月朔が担当している。電撃文庫（アスキー・メディアワークス）より2010年2月から同年11月まで刊行された。第16回電撃小説大賞金賞受賞作品。

## あらすじ
思想の対立が世界大戦の原因となる、よってその元となり、思想を表現する旧世代の音楽も芸術も美術も全て禁止された世界。そんな中、旧世代の絵画を世に暴き出す存在、通称アートテロリストと呼ばれる者たちは政府に反抗していたのであった。

## 登場人物
エナ・ウィンズベル
今作品の主人公。
見た物を一瞬で記憶する「転写眼」をもっている少女。いつも背中にイーゼルを担いでいる。アートテロリスト『ヴァンダル(破壊者)』の一員。
ハルク
大戦で体の半分を失って、半サイボーグになった男。青年のような顔つきであるが、実年齢は結構高い。同じくヴァンダルの一員。
NE-VO MS101（ネーヴォ）
平和利用用AI。その本体は1枚のチップ。普段は大鷲の姿をしているが、人間以外のどんな姿にでもなることができる。
サムソン・ゲティスバーグ
ICPO（インターポール）の警視。ヴァンダルの起こした事件を担当する。
カッツェ・シュミット
ゲティスバーグの部下の女性警部補。彼の行動に度々振り回されている。
アナベル・カーライト
文化制定局の局長でゲティスバーグの元妻。ヘビースモーカー。
アンノウン（Aio-N9000）
エナの母、川澄伊空が作った世界政府の中枢コンピュータ、Aio-N00を使って作られたヒューマノイド。エナの弟として作られた。

## 既刊一覧
- 美奈川護（著）・望月朔（イラスト） 『ヴァンダル画廊街の奇跡』 アスキー・メディアワークス〈電撃文庫〉、全3巻
  1. 2010年2月10日発売[2]、ISBN 978-4-04-868324-1
  2. 2010年5月10日発売[3]、ISBN 978-4-04-868547-4
  3. 2010年11月10日発売[4]、ISBN 978-4-04-870057-3